# وادي فيران
قرية وادي فيران هي إحدى القرى التابعة لمركز أبو رديس في محافظة جنوب سيناء في جمهورية مصر العربية. حسب إحصاءات سنة 2018، بلغ إجمالي السكان في وادي فيران 3,064 نسمة، منهم 1,647 رجل و 1,417 إمرأة.